# Serapio Reyes Ortiz
Serapio Reyes Ortiz (Coroico, Intendencia de La Paz; 14 de noviembre de 1822 - La Paz, Bolivia; 5 de septiembre de 1900), fue un abogado y político boliviano, vicepresidente de la república durante el gobierno del presidente Aniceto Arce entre desde el 15 de agosto de 1888 al 11 de agosto de 1892.

## Biografía
Nació en Coroico el 14 de noviembre de 1822. Hizo sus primeros estudios en el Colegio Seminario el año 1835 y los concluyó en 1844. Cuando alcanzó el grado de licenciado en Derecho, pasó al Colegio Nacional hasta que llegó a alcanzar la abogacía. En 1845 profesor de literatura en el colegio de Oruro. En 1849 rector del colegio Nacional de La Paz, regentando la cátedra de Historia. Poco después profesor decano de la Facultad de Derecho, vice cancelario, director del colegio de educandas. Cancelario de la Universidad, planteó e inició la escuela de Medicina en 1862. 
Fue Prefecto del departamento de La Paz en 1864, Ministro de Gobierno bajo la administración del presidente José María de Achá. Proscrito hasta 1871 año en que volvió a la patria, siendo nombrado Ministro decano de la Corte de Justicia de La Paz. 
Desde 1872 permaneció en Caracoles ejerciendo la abogacía hasta 1874, año en que concurrió a la Asamblea de la que fue presidente, igualmente presidió del Consejo de Estado. El presidente Hilarión Daza le llamó al desempeño de la cartera de Justicia, Instrucción y Culto en 1878, pasando a la de Relaciones Exteriores en 1879. En el conflicto con Chile marchó a Lima a hacer efectivo el tratado secreto de 1873. De allí se dirigió a Tacna a desempeñar la secretaría general de Daza. 
A su regreso ocupó la Presidencia del Consejo Ejecutivo y el Ministerio de Relaciones Senador suplente por La Paz de 1886 a 1891, Presidente del Consejo Municipal en 1888 Segundo Vicepresidente de la República elegido para el periodo de 1888 1892 bajo la presidencia de Aniceto Arce, presidió el Congreso ordinario de 1890, Ministro de Relaciones Exteriores y Culto de 1891 a 1896. El Gobierno del presidente Fernández Alonso lo nombró Prefecto de La Paz en 1896, desempeñando este cargo el 12 de diciembre de 1898 estalló la revolución federal, siendo proclamado miembro de la Junta de Gobierno. Dio cuenta de sus actos a la Convención de 1899 y murió en La Paz el 6 de septiembre de 1900.